# Saint-Michel-de-Lanès
Saint-Michel-de-Lanès – miejscowość i gmina we Francji, w regionie Oksytania, w departamencie Aude.
Według danych na rok 1990 gminę zamieszkiwały 232 osoby, a gęstość zaludnienia wynosiła 18 osób/km² (wśród 1545 gmin Langwedocji-Roussillon Saint-Michel-de-Lanès plasuje się na 683. miejscu pod względem liczby ludności, natomiast pod względem powierzchni na miejscu 610.).

## Zabytki
Zabytki w miejscowości posiadające status monument historique:
- kościół św. Michała (Église Saint-Michel)